# طواف إسبانيا 1976
طواف إسبانيا 1976 هو سباق دراجات هوائية أقيم بتاريخ 27 أبريل – 16 مايو، تكون السباق من 19 مرحلة وامتدّ لمسافة 3,340 كم، استغرق السباق 93 ساعة 19 دقيقة 10 ثانية. فاز به الإسباني خوسيه بيسارودونا وحلّ ثانيا خيسوس لويس أوكانيا.

## الترتيب
| م                     | الدرّاج             | البلد   | الزمن                     |
| --------------------- | ------------------ | ------- | ------------------------- |
| الفائز بالترتيب العام | خوسيه بيسارودونا   | إسبانيا | 93 ساعة 19 دقيقة 10 ثانية |
| الثاني                | خيسوس لويس أوكانيا | إسبانيا |                           |